# Opisthacantha keralensis
Opisthacantha keralensis är en stekelart som beskrevs av Sharma 1978. Opisthacantha keralensis ingår i släktet Opisthacantha och familjen Scelionidae. Inga underarter finns listade i Catalogue of Life.